# Наґасава Кадзуакі
Наґасава Кадзуакі (яп. 長沢 和明, нар. 4 лютого 1958, Сідзуока —) — японський футболіст, що грав на позиції півзахисника.

## Клубна кар'єра
Грав за команду Ямаха Моторс.

## Виступи за збірну
Дебютував 1978 року в офіційних матчах у складі національної збірної Японії. У формі головної команди країни зіграв 9 матчів.

## Статистика
Статистика виступів у національній збірній.
| Збірна Японії | Збірна Японії | Збірна Японії |
| Роки          | Ігри          | голи          |
| ------------- | ------------- | ------------- |
| 1978          | 6             | 0             |
| 1979          | 0             | 0             |
| 1980          | 0             | 0             |
| 1981          | 0             | 0             |
| 1982          | 0             | 0             |
| 1983          | 0             | 0             |
| 1984          | 0             | 0             |
| 1985          | 3             | 0             |
| Усього        | 9             | 0             |